# Кятиб Челеби
Кятиб Челеби (Мустафа Абдуллах, Хаджи Халифе) (тур. Kâtip Çelebi; февраль 1609, Стамбул, Османская империя — 6 октября 1657, Стамбул, Османская империя) — османский учёный, историк, географ и писатель. Он оставил сочинения по различным областям знаний — богословию, правоведению, политике, литературе, географии, истории, библиографии.
Мустафа Абдуллах был одним из самых образованных людей того времени. Он был известен как выдающийся историограф Османской империи первой половины I века, внес огромный вклад в развитие в Османской империи, а также и таких наук, как география, библиография, философия и другие. Его труды широко использовались в исследованиях советских историков. Турецкие историки считают, что Мустафа Абдуллах открыл Турции западную культуру. Мустафа Абдуллах уделял большое внимание переводам и широко использовал в своих трудах сведения из нетурецких произведений, особенно географических. В предисловии к трудам «Мизан ал-хакк» («Мерило справедливости») и «Дюстур ал-амал ли ислах ал-халал» («Указатель образа действия для исправления неурядиц») Мустафа Абдуллах восхвалял науку и философию, доказывал необходимость развития естественных наук, осуждал отсталость и суеверие, существовавшие в то время в стране. Он прилагал большие усилия, чтобы использовать всё то новое, что появлялось тогда в науке Запада.
Характеризуя мусульманскую литературу, академик В. В. Бартольд даёт следующую оценку трудам Мустафы Абдуллаха:

«К XVII веку относится деятельность Кятиба Челеби, написавшего, между прочим, обширный библиографический труд по всем отраслям литературы и науки; из других его трудов особенно замечательно географическое сочинение, представляющее первую попытку сопоставить данные европейской географической науки с данными мусульманской»

Русский академик - арабист И. Ю. Крачковский считает Мустафу Абдуллаха выдающимся деятелем турецкой литературы. И. Ю. Крачковский писал, что добросовестность Мустафы Абдуллаха «не позволяла ему закрывать глаза на те влияния и факты, которые шли с Запада; в меру своих знаний он старался привлекать все полезное, что в них находил, не боясь упреков и новшеств, а может быть даже обвинений в ереси».

## Биография

### Юношество и взрослая жизнь
В возрасте от 6 до 14 лет Мустафа Абдуллах обучался чтению Корана. В 14 лет начал изучать арифметику у одного из анатолийских «счётоводов». За короткий срок он приобрел специальность счётовода. В 1624 году вместе с отцом Мустафа Абдуллах принял участие в подавлении восстания Абаза-паши. После Багдадского похода в 1626 г. в Мосуле он похоронил отца и возвратился в Диярбакыр. Будучи назначен секретарём канцелярии (отчего и получил прозвище Кятиб) кавалерийского корпуса, Мустафа Абдуллах направился в Стамбул. В Стамбуле он аккуратно посещал уроки шейха Кади-заде, оказавшего на него огромное влияние. Он первый вызвал в Мустафе Абдуллахе интерес к наукам. Однако из-за длительных войн Османской империи с Ираном и Австрией Мустафа Абдуллах не смог получить систематического образования. Так, известно, что в 1629 году в составе османских войск, возглавляемых Хусрев-пашой, Мустафа Абдуллах направился в поход на Хамадан и Багдад. В 1634 году он опять находился в составе турецкого войска, которое было направлено в Халеб на зимовку. Воспользовавшись этим, он совершил паломничество в Мекку. Во время пребывания в Халебе Мустафа Абдуллах не переставал интересоваться наукой, изучал местные рукописные собрания, делал записи и приобретал книги. В 1635 году под командованием султана Мурада IV он участвовал в большом персидском походе и стал очевидцем осады Еревана и его захвата.

### Конец жизни
Вернувшись после окончания похода в Стамбул, Мустафа Абдуллах вышел в отставку и начал изучать различные науки. Одновременно он преподавал своим ученикам геометрию, астрономию, географию, физику.

«Предмет его природной склонности составляли книги и наука, которых он не покидал нигде и никогда в течение всей своей жизни. Это был тип турецкого учёного, прошедшего все учёные степени и системы, составляющие программу восточно-мусульманской мудрости»
— В. Д. Смирнов. «Очерки истории»
Собрав огромный материал и будучи очевидцем исторических событий того времени, Мустафа Абдуллах до самых последних дней жизни занимался историографией и другими науками. Умер он 6 октября 1657 года в возрасте 48 лет, оставив ряд трудов историографического и иного характера.

## Политические воззрения
Мустафа Абдуллах был представителем своего времени и определенной социальной среды. Поэтому в своих политических воззрениях он выступал сторонником феодального класса, и его критическое отношение к современному ему обществу происходило из стремления содействовать восстановлению былой мощи Османской империи. Он принимал участие в собрании, созванном по указу султана Махмуда IV (1648—1687) для пересмотра бюджета империи и разрешения других внутренних вопросов. В «Фезлеке» он писал:

«Тогда (то есть в 1063/1652) ваш покорный слуга был также включен в число участников совещания. [После этого] я написал трактат под названием „Дюстур ал-амал ли ислах ал-халал“. [Увидев], что нет подходящих личностей, я никому не показал [свой труд]. Но потом, когда Хюсейн-заде эфенди стал шейх-ул-исламом, он заставил переписать этот трактат и представить султану. [Затем] мне сказали: „Мы читали ваш трактат падишаху“. Но так как сей недостойный (то есть Кятиб Челеби) узнал, что [всё] останется без последствия, то и не стал вникать в дело. Пусть другой падишах займётся им».

Не встретив понимания падишаха, Мустафе Абдуллаху приходилось сталкиваться со многими противниками из среды духовенства, которые отвергали всё то новое в его взглядах, что противоречило их корыстным интересам и некоторым религиозным догмам, хотя сам Мустафа Абдуллах был человеком верующим и стремился, например, в своем знаменитом географическом труде «Джихан-нюма» примирить достижения европейской науки, в том числе новую систему Коперника, с кораническими представлениями о сотворении мира.

## Краткая характеристика научных трудов
— «Фезлекет аквал ал-ахиар фи-илм ал-тарих ва’л-ахбар» («Краткое изложение лучших высказываний в области летописания и исторических рассказов») — первое произведение Мустафы Абдуллаха. Оно написано в 1641 году на арабском языке и представляет собой «всеобщую историю» с последовательным изложением событий, происходивших с начала хиджры до времени автора. Рукопись до сих пор не издана и находится в Стамбуле в публичной библиотеке Баязета.
— «Сулам ал-вусул ила табакат ал-фухул» («Приближение к разрядам знатных мужей») на арабском языке. Автор начал работать над этим сочинением в 1643 году и закончил его в 1649 году. В рукописи приводятся биографические данные о знаменитых людях, о занимаемых ими должностях и их общественной деятельности. Единственный экземпляр находится в библиотеке Шехид Али-паши (Стамбул) под номером 1877.
— «Тухфат ал-кибар фи асфар ал-бихар» («Подарок великим относительно походов на море»), написанный в связи с началом войны за завоевание острова Крита в 1645 году. Имея в виду ослабление мощи османского флота, Мустафа Абдуллах напоминал о былом его могуществе, морских походах Хайр ад-дина Барбароса, Пири Ре’иса и других. В этом труде приводятся сведения о многих событиях, происходивших на море и отчасти на суше. Интересно, что «Тухфат ал-кибар» была второй книгой, напечатанной в типографии Ибрагима Мутеферрика в 1729 году. В ней имеется много вставок самого издателя, трудно отличимых от текста Мустафы Абдуллаха; книга снабжена морскими картами, переиздана в 1913 году в Стамбуле.
— «Таквим ат-теварих» («Упорядочение истории») — хронологический труд Мустафы Абдуллаха, составленный в 1648 году в течение двух месяцев, в котором в «хронологическом порядке» изложены важнейшие события истории от сотворения мира до времени автора; особое внимание уделено истории османов, их военных походов, завоеваний, вступления на престол султанов, даты кончин знаменитых людей и т. д. Будучи представленным великому везиру Коджа Мехмед-паше, это сочинение послужило поводом присвоить Мустафе Абдуллаху звание халифа второго ранга. «Таквим ат-теварих» впервые с некоторыми приложениями был издан в 1733 году. Автор одного из первых многотомных исследований по истории Османской империи И. Хаммер отмечает, что без этой книги многие факты истории Османской империи остались бы во мраке неизвестности.
— «Кашф аз-зунун ан ал-асами кутуб ва’л-фунун» («Раскрытие мнений относительно названий книг и отраслей наук») представляет собой написанный на арабском библиографическо-энциклопедический труд, касающийся всей литературы так называемого мусульманского мира на арабском, персидском и турецком языках. Литературные сочинения расположены в алфавитном порядке и охватывают 14500 названий и 10000 имен авторов и комментаторов. Материалы для этого труда собирались Мустафой Абдуллахом почти 20 лет. В комментариях к произведениям отдельных авторов даются сведения о времени их написания, содержании и структуре, а также биографические сведения об авторе. «Кашф аз-зунун» высоко оценен как на Востоке, так и на Западе. Впервые это сочинение было издано в 7 томах в Лейпциге немецким ориенталистом Г. Флюгелем (1835—1858); в 1941 году переиздано в Анкаре.
— «Дюстур ал-амал ли-ислах ал-халал» («Указатель образа действия для исправления неурядиц») — трактат, написанный с целью выявления основных причин ослабления Османской империи, определения способов преодоления экономического кризиса и разложения военной системы. Мустафа Абдуллах останавливается главным образом на положении крестьянства — реайи, разложении армии и на причинах роста дефицита в государственной казне. Этот любопытный источник впервые был напечатан в газете «Тасфир-и эфкяр» (1863, № 122—127) и в дальнейшем издан отдельной книгой одновременно с известным сочинением Айны Али «Каванин-и ал-и осман» в 1866 году.
— «Илхам ал мукаддес мин ал-фейз ал-акдес» («Божественное откровение от щедрот Всеблагого») — религиозный трактат, в котором Мустафа Абдуллах рассматривает главным образом вопросы религиозной этики. В виде фотофаксимиле рукопись была впервые опубликована в книге «Кятиб Челеби. Исследование о его жизни и трудах». К ней предпослана вводная статья и одна современная транскрипция турецкого текста издателя Б. Н. Шахсувароглу.
— «Мизан ал-хакк фи ихтияр ал-ахакк» («Мерило справедливости относительно могущества Наисправедливейшего»). В этой написанной на турецком языке в 1656 году книге большое место отведено вопросам общественной жизни страны, показаны быт и нравы народа; в ней Мустафа Абдуллах защищает прогрессивные идеи, критикует суеверие и отсталость; этот источник по частям был опубликован в газете «Тасвир-и Ефкяр» в 1858—1864 гг. (№ 175—210).